# Districte de Niikappu
El districte de Niikappu (新冠郡, Niikappu-gun) és un districte de la subprefectura de Hidaka, a Hokkaidō, Japó. La capital i únic municipi del districte és la vila homònima.

## Geografia
El districte de Niikappu es troba localitzat geogràficament al nord de la subprefectura de Hidaka i comprén el territori del terme municipal de la vila de Niikappu. Limita al nord amb el districte de Saru i al sud amb el districte de Hidaka, els dos a la mateixa subprefectura; a l'est amb el districte de Kasai i la ciutat d'Obihiro, les dues a la subprefectura de Tokachi.

### Municipis
| |          |          |          |
| \| Municipi \| Població \| Extensió \| Densitat \| \| -------- \| -------- \| -------- \| -------- \| \| Niikappu \| 5.281 \| 585,81 \| 9,01 \| \| Total \| 5.281 \| 585,81 \| 9,01 \| |          |          |          |
| Municipi | Població | Extensió | Densitat |
| Niikappu | 5.281    | 585,81   | 9,01     |
| Total | 5.281    | 585,81   | 9,01     |

## Història
El districte de Niikappu fou creat per l'Oficina de Colonització de Hokkaidō el 20 de setembre de 1869 com a part de l'antiga província de Hidaka. No obstant això, no seria fins al 23 de juliol de 1879, deu anys després, que es constituiria el districte de manera legal. L'any 1882, quan l'oficina de colonització fou dissolta, el districte fou inclòs a la recentment creada prefectura de Sapporo, de curta existència. Amb la creació del sistema de subprefectures, el 5 de novembre de 1897 el districte començà a formar part de la subprefectura d'Urakawa (actual Hidaka des de 1932), mantenint-se en aquesta demarcació fins a l'actualitat.

### Antics municipis
La següent és una llista dels antics municipis del districte amb enllaç als seus actuals municipis:
- Tomarizu (泊津村) (1879-1923)
- Ōkaribe (大狩部村) (1879-1923)
- Takae (高江村) (1879-1961)